# Lobelia victoriensis
Lobelia victoriensis är en klockväxtart som beskrevs av Pieter van Royen. Lobelia victoriensis ingår i släktet lobelior, och familjen klockväxter. Inga underarter finns listade i Catalogue of Life.